# Amata cyssea
Amata cyssea là một loài bướm đêm thuộc phân họ Arctiinae, họ Erebidae.